# Servantes de Jésus dans l'Eucharistie
Les Servantes de Jésus dans l'Eucharistie (en latin : Congregatio Sororum Ancillarum Jesu in Eucharistia) forment une congrégation religieuse féminine enseignante et hospitalière de droit pontifical.

## Historique
Mgr Matulewicz fonde cette congrégation dans son diocèse qui se trouve alors en Pologne alors que la situation est difficile dans la région qui sort d'une guerre civile à la fois entre la Pologne et la Lituanie et contre la Russie bolchévique. La vocation des religieuses est d'aider les prêtres dans leurs œuvres auprès des pauvres et des malades et pour le catéchisme. Leur première maison s'ouvre en 1923 à Drouïa en Pologne, aujourd'hui en Biélorussie, où elles aident les marianistes polonais. C'est de Drouïa que partent vers Rossitsa de l'autre côté de la frontière le P. Antoni Leszczewicz et le P. Georges Kaszyra accompagnés de Sœurs eucharistines en 1941. Il y trouveront le martyre.
Elles fuient pour la plupart dans la partie de Pologne occupée par l'Allemagne en 1939 lorsque l'URSS envahit la Lituanie et la partie polonaise orientale, bientôt occupée en 1941 par la Wehrmacht, chassée en 1944 par l'Armée rouge. Cependant quelques groupes demeurent en Sibérie et en Asie moyenne auprès des descendants d'Allemands catholiques, de Polonais catholiques ou de Lituaniens catholiques envoyés en relégation, notamment au Kazakhstan. En 1984, il existe neuf communautés de sœurs dans toute l'URSS. Elles sont en habit laïc et travaillent dans les entreprises d'État, tout en faisant de l'évangélisation illégale auprès de fidèles de tout âge.
Lorsque des relations normales s'établissent au cours des années 1990 entre l'État et les différentes confessions, et que l'Église catholique peut de nouveau enregistrer ses structures, les sœurs sortent de la clandestinité afin de poursuivre leur travail d'évangélisation. Elles s'occupent d'œuvres éducatives et d'enseignement, ainsi que de catéchisme.
En 1993, elles sont partagées en délégations. Celle dont le siège est à Marx (oblast de Saratov), regroupe les maisons de Russie, du Kazakhstan et de Géorgie; il existe également une délégation en Allemagne depuis 2010, fondée après la venue de Sœurs d'URSS en 1989. Il y a aussi dix maisons en Pologne et une en Ukraine, dont le noviciat est à Góra Kalwaria, et dix maisons dans la délégation de Lituanie-Biélorussie.
L'institut reçoit le décret de louange le 15 août 1983. La congrégation ne connaît pas de crise de vocation et possède une moyenne d'âge jeune.

## Activités et diffusion

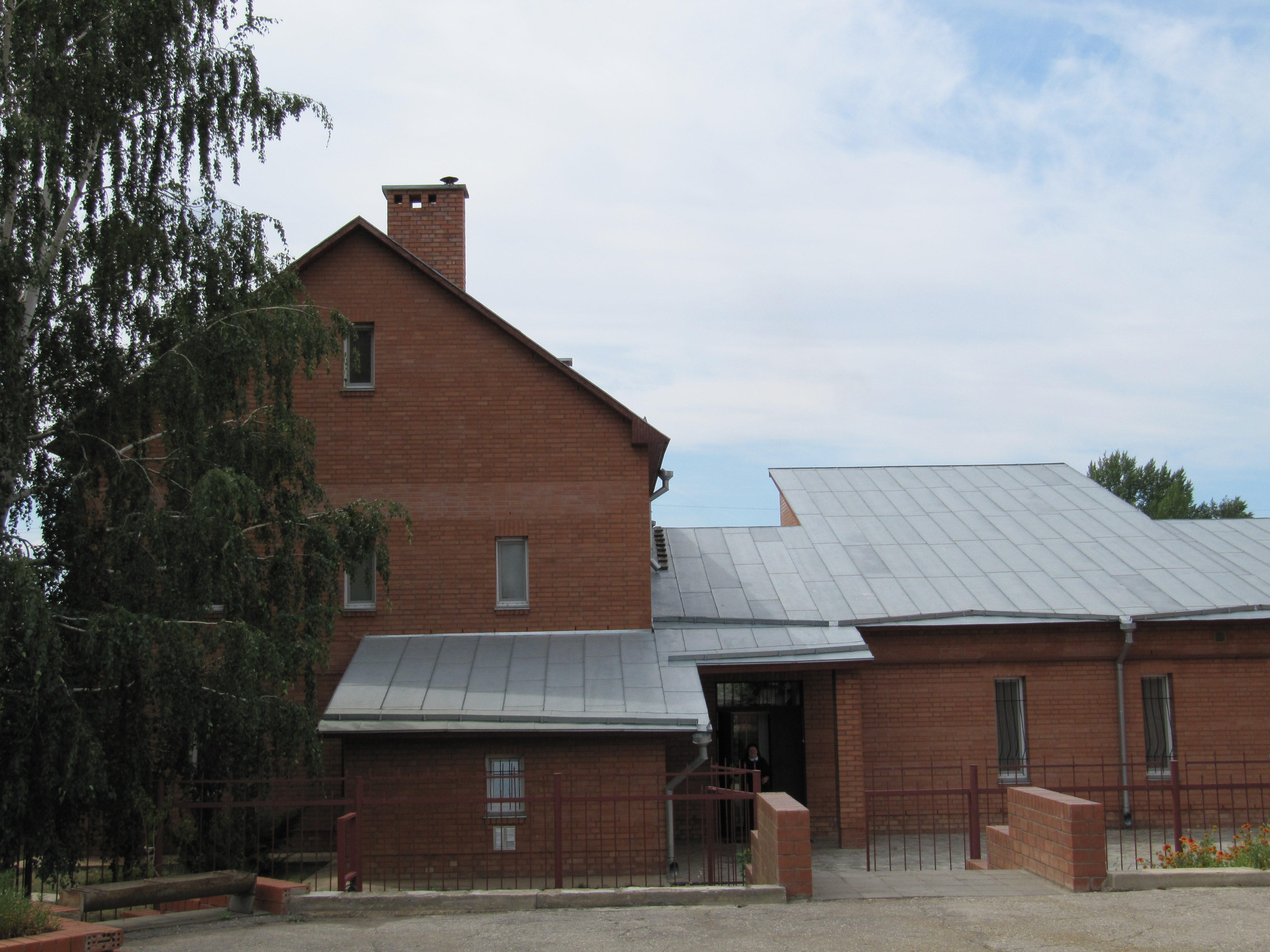
Maison des Sœurs à Marx en Russie, dans le diocèse de Saratov

Les sœurs se consacrent à l'enseignement dans les écoles et les internats, dans les hôpitaux et à l'aide des pauvres.
Elles sont présentes en Pologne, en Allemagne, en Biélorussie, au Kazakhstan, en Lituanie, en Russie et en Ukraine.
La maison-mère est à Pruszków.
En 2017, la congrégation comptait 170 sœurs dans 28 maisons.